# Acció Republicana Espanyola
Acció Republicana Espanyola va ser una organització de l'exili republicà espanyol presidida per Diego Martínez Barrio i que el seu primer manifest, titulat A tots els espanyols, es va fer públic a Mèxic el 14 d'abril de 1941, desè aniversari de la proclamació de la Segona República Espanyola. Aglutinava a la immensa majoria de les figures més destacades dels tres partits republicans espanyols: Unió Republicana, Izquierda Republicana i Partit Republicà Democràtic Federal. L'ARE va desaparèixer en fundar-se la Junta Española de Liberación al novembre de 1943 i que també estava presidida per Martínez Barrio.

## Història
Diego Martínez Barrio, últim president de les Corts Republicanes i màxima autoritat republicana després de la dimissió del president Manuel Azaña, es va veure obligat a abandonar França i es va instal·lar en Mèxic. Allí es va proposar aglutinar als partits republicans. El 14 d'abril de 1940, novè aniversari de la proclamació de la Segona República Espanyola, va fer públic un manifest, titulat «A tots els espanyols», en el qual constatava que el Front Popular, creat a la fi de 1935 i del que el seu partit Unió Republicana havia format part, ja no existia perquè «els propis grups nuclis polítics i socials que li van donar vida llavors i van perllongar els anys de la guerra, travessen una crisi orgànica que no oculten». En conseqüència proposava que es restablís la legalitat emanada de la Constitució espanyola de 1931 però que a continuació es consultés al país sobre la forma de govern per aconseguir així la «reconciliació nacional» —un terme que serà utilitzat en els anys 1950 pel PCE— que permeti «lliurar Espanya del jou estranger» —en referència a la suposada dominació italiana i alemanya en l'Espanya de Franco. Uns dies més tard en unes declaracions a un periòdic llatinoamericà va explicitar més clarament la seva postura: «Cal acabar l'equívoc de la col·laboració entre els partits republicans i els marxistes».
Exactament un any més tard va aparèixer un nou manifest amb el mateix títol, però que anava signat per Martínez Barrio com a president d'Acció Republicana Espanyola, una nova organització que havia aconseguit aglutinar a la immensa majoria dels polítics més destacats dels tres partits republicans de l'exili americà —i uns mesos més tard també de Gran Bretanya, on l'ARE va establir una delegació—, i a prominents militars de l'Exèrcit Popular de la República. La junta central de l'ARE estava formada per Álvaro de Albornoz, Carlos Esplá Rizo, Augusto Barcia Trelles, Mariano Ruiz-Funes García, Amós Salvador i Cándido Bolívar Pieltáin, d'Izquierda Republicana; Félix Gordón Ordás i Bernardo de los Ríos, d'Unió Republicana; José Franchy y Roca del Partit Republicà Democràtic Federal; i els generals José Miaja, José Asensio Torrado i Sebastián Pozas Perea, endemés d'Ángel Ossorio y Gallardo. La delegació a Mèxic estaba presidida pel general Francisco Llano de la Encomienda i la de l'Argentina per Manuel Blasco Garzón, d'Izquierda Republicana.
Aquest manifest diferia del primer en què ja no s'hi preveia la celebració d'un referèndum per determinar la forma de govern sinó que insistia en la legitimitat de la Segona República Espanyola, encara que adoptant un to molt moderat doncs parlava del «respecte absolut a totes les creences religioses i a totes les opinions polítiques» i a la «propietat privada» «sense consentir que la vida del país es vegi pertorbada per una agitació política o social que només en la normalitat pot considerar-se una manifestació de la llibertat de treball». Acabava fent una crida a les democràcies occidentals perquè ajudessin a derrocar Franco perquè «sense una Espanya lliure no serà possible una Europa lliure».
L'alternativa de Martínez Barrio i de l'ARE divergia de la del socialista Indalecio Prieto, l'altra gran figura de l'exili republicà espanyol a Mèxic, en què propugnava la reconstrucció d'un govern republicà que es presentés als aliats com a alternativa a Franco, mentre que Prieto defensava la celebració d'un referèndum sobre la forma de govern per atreure's el suport dels monàrquics.
En la primavera de 1943 Martínez Barrio, acompanyat del general Miaja, va emprendre una gira per diversos països llatinoamericans per difondre l'ARE que va culminar a Montevideo, on el 17 d'abril van ser rebuts per ambdues càmeres del parlament uruguaià. L'endemà va celebrar un míting en l'Estadi Centenari al que van assistir 25.000 persones. D'aquesta visita va sorgir la iniciativa del Centre Republicà de Montevideo de celebrar una «assemblea d'unitat» dels partits que recolzaven la Segona República a Bogotà —exclosos el PCE i els socialistes «negrinistes»— però aquesta no va arribar a celebrar-se per la falta de col·laboració dels «prietistes».
El 29 de setembre de 1943 un grup de professors universitaris republicans exiliats, entre els quals es trobaven destacats polítics de diverses tendències com Fernando de los Ríos, José Giral, Mariano Ruiz-Funes García, Cándido Bolívar Pieltáin, Pere Bosch i Gimpera o Joaquim Xirau i Palau— van signar l'anomenada «Declaració de l'Havana» en la que feien una crida a favor de la unitat de totes les forces polítiques antifranquistes de l'exili.
Martínez Barrio va prendre la iniciativa i per mitjà de Josep Andreu i Abelló li va fer arribar als socialistes «prietistes» la proposta de formar una junta que integrés a totes les personalitats de l'oposició republicana. Els socialistes van acceptar i l'11 de novembre es van reunir al domicili d'Abelló a Mèxic D.F., aconseguint-se un acord que va donar naixement a la Junta Española de Liberación (JEL), proclamada el 20 de novembre i presidida per Martínez Barrio.